# Friendship (Contea di Adams, Wisconsin)
Friendship è un comune degli Stati Uniti, situato in Wisconsin, nella Contea di Adams.